# راد استریکلند
راد استریکلند (انگلیسی: Rod Strickland؛ زادهٔ ۱۱ ژوئیهٔ ۱۹۶۶) بازیکن بسکتبال اهل ایالات متحده آمریکا است.

## فعالیت ورزشی

### باشگاهی
از باشگاه‌هایی که در آن بازی کرده‌است می‌توان به تورنتو رپترز، اورلندو مجیک، پورتلند تریل بلیزرز، مینه‌سوتا تیمبرولوز، نیویورک نیکس، واشینگتن ویزاردز، میامی هیت، هیوستون راکتس، و سن آنتونیو اسپرز اشاره کرد.